# 비이 (소설)
《비이》(러시아어: Вий 비[*], 문자 개혁 이전: Вій)는 러시아 제국의 소설가 니콜라이 고골의 중편 소설로, 우크라이나 민담을 소재로 한 작품이다. 1833년부터 집필이 시작되어 1835년 작품집 《미르고로드》(러시아어: Миргород)에 수록되어 출판되었다.

## 등장 인물
- 호마 브루트(Хома Брут)

키예프의 신학교에서 철학을 공부하는 학생으로, 본 작품의 주인공이다.
- 할랴바(Халява)

키예프의 신학교에서 신학을 공부하는 학생으로, 호마의 친구이다.
- 티베리 고로베츠(Тиберий Горобець)

키예프의 신학교에서 수사학을 공부하는 학생으로, 호마의 친구이다.
- 마녀(러시아어: Ведьма 베디마[*])

다양한 주술을 사용할 수 있으며, 노파와 아름다운 여인의 모습으로 변신할 수 있다.
- 사령관(러시아어: Сотник 소트니크[*])

마녀의 아버지로, 카자크군 사령관이다. 딸의 유언을 지키기 위해 호마를 마을로 데려온다.
- 야브투흐(Явтух)

연로한 카자크로, 콥툰(Ковтун)이라는 별명을 갖고 있다. 호마에게 사령관의 딸이 어떤 존재인지를 가르쳐준다.
- 비이(Вий)

마녀가 호마를 공격하기 위해 데려온 악령으로, 바닥에 끌리는 아주 무거운 눈꺼풀을 가지고 있다.

## 줄거리
Вий — есть колоссальное создание простонародного воображения. Таким именем назывался у малороссиян начальник гномов, у которого веки на глазах идут до самой земли. Вся эта повесть есть народное предание. Я не хотел ни в чём изменить его и рассказываю почти в такой же простоте, как слышал.
비이는 민중의 상상력에서 비롯된 거대한 창조물이다. 이는 소러시아 사람들이 눈꺼풀이 땅까지 내려오는 괴물들의 우두머리를 부르는 이름이다. 이 이야기는 민담이다. 나는 이를 수정할 생각이 없으며, 내가 들은 대로 말한다.— Примечание Н. В. Гоголя
— N. V. 고골의 메모

신학교의 방학이 시작되는 6월, 신학생 할랴바, 호마 브루트, 티베리 고로베츠는 방학을 맞아 여행을 하다가 한밤중 길을 잃었고, 묵을 곳을 찾던 중 아주 작은 마을을 발견하게 된다. 그들이 마을에 위치한 한 노파의 집에서 잠을 자던 중 노파가 호마에게 다가와 그를 붙잡자 호마는 겁에 질려 달아나려 하나, 노파는 그의 등 위에 올라탔고 뒤이어 호마는 자신의 의지와는 상관없이 들판을 내달리기 시작하며 그는 노파가 마녀였음을 깨닫는다.
호마는 마녀를 떨쳐내기 위하여 악령 퇴치와 관련된 기도문들을 암송하기 시작했고, 이로 인해 마녀의 힘이 약해진 틈을 타 마녀에게서 빠져나와 나무토막을 집어들어 마녀를 구타한다. 그 때 호마는 자신이 때리는 자가 마녀가 아님을 눈치챘고, 마녀는 아름다운 여인으로 바뀌어 있었다. 큰 충격을 받은 호마는 결국 키예프로 돌아가기로 했다.
사실 호마가 구타한 여인은 부유한 카자크 사령관(러시아어: сотник 소트니크[*])의 딸이였으며, 여인은 죽기 전 호마에게 자신에게 사흘 간의 임종 기도를 해줄 것을 요청하는 유언을 남겼다. 카자크는 유언을 지키기 위해 호마의 신학교로 사람을 보냈고, 호마는 어쩔 수 없이 카자크 사령관이 사는 마을로 향하는 마차에 탑승했다.
마을에 도착한 후 잠에 들었다가 깨어난 호마는 카자크 사령관 딸의 죽음을 기리는 추도식에 참석하게 된다. 호마는 도주를 시도하나 곧 포기하고, 사령관을 맞이하게 된다. 사령관은 딸의 죽음에 크게 슬퍼하며 호마에게 간곡하게 딸의 유언을 이루어줄 것을 요청하며 호마와 함께 딸의 시신으로 갔다. 사령관은 딸의 시신 앞에서 통곡했고 호마는 어떻게든 임종 기도 기간인 3일을 버텨내겠다고 다짐한다.
여인의 시신을 교회로 옮긴 후, 마을의 카자크들과 식사를 하던 호마는 사실 마을 사람들도 사령관의 딸이 마녀라는 것을 알고 있었다는 사실을 알게 된다. 이후 호마는 임종 기도를 시작했고 조금씩 두려움을 느끼나 별 일 없을 것이라며 스스로를 다독인다. 하지만 마녀가 관 속에서 일어났으며, 호마를 향해 다가오기 시작한다. 경악한 호마는 주위에 원을 그리고 기도문을 암송하기 시작했다. 이로 인해 마녀는 그에게 다가갈 수 없자 분노하며 다시 관 속으로 들어갔다.
다음 날, 마녀는 다시 한 번 호마에게 다가가려 하지만 원이 그려진 탓에 실패하고 만다. 하지만 마녀는 다른 악령들을 불러들여 그를 위협하나 아침이 밝아와 이는 실패로 돌아간다. 공포에 사로잡힌 호마는 키예프로 돌아가기 위해 사령관에게 허락을 받으려 하나 사령관의 만류와 위협에 실패하고, 그는 키예프로 도망가려하나 발각되어 결국 기도 암송을 재개하게 된다.
기도 암송 마지막 날, 마녀는 악령들과 함께 호마를 위협하지만 그의 주변에 그려진 원과 기도문 탓에 그를 공격할 수 없자, 마녀는 '비이'를 데려오라는 명령을 내린다. 곧이어 눈꺼풀이 바닥까지 내려오는 악령 비이가 모습을 드러냈고, 악령들이 비이의 눈꺼풀을 들어올리자 비이는 호마를 가리켰다. 그러자 호마 주위의 원과 기도문은 소용없게 되버렸고, 악령들이 호마에게 달려들자 그는 공포에 압도되어 숨을 거두고 만다.
하지만 그 때 날이 밝아오기 시작했다. 미처 도망치지 못 한 악령들은 교회에 들러붙은 채 죽고 말았고, 사제는 그 교회를 버리기로 결정한다. 그 후, 호마의 친구 햘라바는 호마의 죽은 소식을 듣게 되었고, 그는 친구 티베리 고로베츠와 술을 마시며 그의 죽음에 대해 이야기한다.

## 참고 문헌
- 니콜라이 고골 (2022년 6월 10일). 《구식의 지주들》. 달섬 세계고전. 번역 허선화. 달섬. ISBN 9791163721550.
- 김문황 (2015). “『비이』 연구 : 현실과 환상세계의 유동(流動)”. 《세계문학비교연구》 (세계문학비교학회).